# Шкурдай, Анастасия Евгеньевна
Анастасия Евгеньевна Шкурдай (бел. Анастасія Яўгенаўна Шкурдай; род. 3 января 2003, Брест) — белорусская пловчиха, мастер спорта международного класса. Чемпионка Европы 2019 года.

## Биография
Учащаяся Брестского государственного училища олимпийского резерва.

## Спортивная биография
Чемпионка Европы среди юниоров 2017 года в Нетании (Израиль) на дистанции 50 м баттерфляем.
На XIV летнем Европейском юношеском олимпийском фестивале в июле 2017 года в Дьёре (Венгрия) стала чемпионкой на дистанции 100 м баттерфляем и серебряным призёром на дистанции 100 м на спине.
На чемпионате Европы по плаванию на короткой воде 2017 года в Копенгагене стала серебряным призёром в комплексной эстафете 4×50 м.
В апреле 2017 года стала самым молодым мастером спорта международного класса в истории белорусского плавания. Занимается в Брестском ЦОР по плаванию у тренера Ольги Яковлены Ясенович.
В 16-летнем возрасте обновила рекорд страны на дистанции 100 м на спине, показав время 1 минута 0,62 секунды. Предыдущий рекорд принадлежал трёхкратной медалистке Олимпиад Александре Герасимене (1.00,68) и был установлен в 2011 году.
В декабре 2019 года на чемпионате Европы по плаванию на короткой воде завоевала золотую медаль на дистанции 100 м баттерфляем, показав результат 56,21 с.
В июле 2021 года на своих дебютных Олимпийских играх в Токио вышла в финал на дистанции 100 м баттерфляем, где заняла 8 место с результатом 57,05 с. По итогам предварительных заплывов на дистанции 100 м вольным стилем заняла 28-е место с результатом 55,17 с и не смогла пробиться в полуфинал.
В июне 2024 года — чемпионка Спортивных игр стран БРИКС в Казани (Россия).
Анастасия Шкурдай приняла участие в XXXIII летних Олимпийских играх в Париже.